# Cratere Moanda
Moanda  è un cratere sulla superficie di Marte.